# Airbus
Airbus SE (фр.: [ɛʁbys] ( прослухати), укр. Ерб́юс, англ. вимова: [ˈɛərbʌs] — укр. Ейрб́ас, до 2014  — EADS, англ. European Aeronautic Defence and Space Company EADS N.V., Європейська аеронавігаційна оборонна і авіакосмічна компанія). Починаючи з 2019 року Airbus Group, — найбільша корпорація аерокосмічної промисловості, утворена в 2000 р.
Станом на 2008 рік уряду Франції в EADS належали 15 %, німецько-американському концерну DaimlerChrysler AG — 15 %, французькій компанії Lagardere — 7,5 %, іспанській холдинговій компанії Sepi — 5,5 %. Окрім Airbus, EADS належала компанія Eurocopter, що є провідним світовим виробником вертольотів. На її частку припадає 52 % світового ринку вертольотів.
Airbus Group — один з головних вкладників у будівництво Міжнародної космічної станції, підрозділ SPACE Transportation відповідає за лабораторний модуль «Колумбус» і за створення і виведення на орбіту першого європейського безпілотного вантажного корабля ATV.
Airbus є першою в світі за величиною аерокосмічною компанією. Airbus також є і другим у Європі виробником озброєння і військової техніки (після компанії BAE Systems.) Компанія розробляє, виробляє і продає цивільні і військові літаки, ракети-носії і пов'язані з ними системи.
Airbus є єдиним акціонером (100 %) компанії Airbus Commercial Aircraft, що займається виробництвом пасажирських, вантажних і військово-транспортних літаків.
Також концерну належить:
- 100 % Eurocopter (вертольоти)
- 100 % EADS Astrium (супутники)
- 50 % ATR (турбогвинтові літаки)
- 47 % Dassault Aviation (винищувачі)
- 46 % Eurofighter GmbH (винищувачі)
- 40 % MBDA (ракети)
- Airbus Military

## Історія
Нинішня компанія є продуктом консолідації в європейській аерокосмічній промисловості, яка веде свій початок із створення консорціуму Airbus Industrie GIE у 1970 році. У 2000 році було засновано Європейську аеронавігаційну оборонну і авіакосмічну компанію (англ. European Aeronautic Defence and Space Company, EADS) NV. На додаток до інших дочірніх компаній, що стосуються безпеки та космічної діяльності, EADS володіла 100% раніше існуючої Eurocopter SA, заснованої в 1992 році, а також 80% Airbus Industrie GIE. У 2001 році Airbus Industrie GIE було реорганізовано в Airbus SAS, спрощене акціонерне товариство. У 2006 році EADS придбала решту 20% компанії Airbus у BAE Systems. EADS NV була перейменована в Airbus Group NV і SE в 2014 і 2015 роках відповідно. Через домінування підрозділу Airbus SAS у Airbus Group SE виконавчі комітети материнської та дочірніх компаній були узгоджені в січні 2017 року, але компанії залишилися як окремі юридичні особи. Сучасну назву холдинг отримав у квітні 2017 року.

## Конкуренція з Boeing
Airbus і Boeing є найбільшими виробниками цивільних літаків у світі і глобальними конкурентами один одного.
- A320 і Boeing 737. Літаки середньої місткості для авіаліній середньої протяжності, кожен тип має безліч модифікацій. Останніми роками A320 продаються у більших обсягах, ніж продукція Boeing[18][19].

|       | 2008 | 2007 | 2006 | 2005 | 2004 | 2003 | 2002 | 2001 | 2000 |
| ----- | ---- | ---- | ---- | ---- | ---- | ---- | ---- | ---- | ---- |
| A320  | 386  | 367  | 339  | 289  | 233  | 232  | 236  | 257  | 241  |
| B-737 | 290  | 330  | 302  | 212  | 202  | 173  | 223  | 299  | 281  |

|       | 1999 | 1998 | 1997 | 1996 | 1995 | 1994 | 1993 | 1992 | 1991 | 1990 | 1989 | 1988 |
| ----- | ---- | ---- | ---- | ---- | ---- | ---- | ---- | ---- | ---- | ---- | ---- | ---- |
| A320  | 222  | 168  | 127  | 72   | 56   | 64   | 71   | 111  | 119  | 58   | 58   | 16   |
| B-737 | 320  | 281  | 135  | 76   | 89   | 121  | 152  | 218  | 215  | 174  | 146  | 165  |

- A380 і Boeing 747. Літаки великої місткості для авіаліній середньої і великої протяжності. Азійські авіакомпанії, традиційні користувачі 747-х, є основними замовниками А380. В наш час[коли?] Boeing 747 виробляються в кількості не більше 10 штук в рік, нових замовлень на пасажирські машини дуже мало (з 99 замовлених з початку 2006 року Boeing 747 лише 27 — пасажирські). В той же час портфель замовлень A380 з початку 2006 року збільшився на 60 пасажирських лайнерів[18][19].
- A330 і Boeing 767. Літак Airbus виявився комерційно успішнішим останніми роками[18][19].

|       | 2008 | 2007 | 2006 | 2005 | 2004 | 2003 | 2002 | 2001 | 2000 | 1999 | 1998 | 1997 | 1996 | 1995 | 1994 |
| ----- | ---- | ---- | ---- | ---- | ---- | ---- | ---- | ---- | ---- | ---- | ---- | ---- | ---- | ---- | ---- |
| A330  | 72   | 68   | 62   | 56   | 47   | 31   | 42   | 35   | 43   | 44   | 23   | 14   | 10   | 30   | 9    |
| B-767 | 9    | 12   | 12   | 10   | 9    | 24   | 35   | 40   | 44   | 44   | 47   | 42   | 43   | 37   | 41   |

Обидві компанії планують вивести на ринок нові типи літаків (A350 і Boeing 787), причому «Боїнг» поставить перший літак замовникові вже в 2009 році.
- A340 і Boeing 777. Обидва літаки з'явилися одночасно, але за рахунок більшої паливної ефективності Boeing 777 і ряду інших чинників американська компанія продала удвічі більше машин, ніж їхні європейські конкуренти[18][19].

|       | 2008 | 2007 | 2006 | 2005 | 2004 | 2003 | 2002 | 2001 | 2000 | 1999 | 1998 | 1997 | 1996 | 1995 | 1994 | 1993 |
| ----- | ---- | ---- | ---- | ---- | ---- | ---- | ---- | ---- | ---- | ---- | ---- | ---- | ---- | ---- | ---- | ---- |
| B-777 | 61   | 75   | 65   | 40   | 36   | 39   | 47   | 61   | 55   | 83   | 74   | 59   | 32   | 13   | 0    | 0    |
| A-340 | 13   | 11   | 24   | 24   | 28   | 33   | 16   | 22   | 19   | 20   | 24   | 33   | 28   | 19   | 25   | 22   |

Обидві компанії виводять на ринок нові машини — Boeing 787 і A350 (Boeing передав свій перший літак замовнику в 2011 році; перший політ A350 відбувся 14 червня 2013 року).

## Керівництво
EADS управляється двома генеральними директорами, від Франції та Німеччини.

## Таблиця
|                      |                      |                                                  |                                                  |                                                  |                                                  |                                                  |                                                  |                              |                              |                              |                              |      |
| 1970                 | 1992                 | 2000                                             | 2000                                             | 2001                                             | 2006                                             | 2009                                             | 2010                                             | 2014                         | 2015                         | 2017                         | 2017                         | 2017 |
|                      |                      | European Aeronautic Defence and Space Company NV | European Aeronautic Defence and Space Company NV | European Aeronautic Defence and Space Company NV | European Aeronautic Defence and Space Company NV | European Aeronautic Defence and Space Company NV | European Aeronautic Defence and Space Company NV | Airbus Group NV              | Airbus Group SE              | Airbus Group SE              | Airbus SE                    |      |
| Airbus Industrie GIE | Airbus Industrie GIE | Airbus Industrie GIE                             | Airbus Industrie GIE                             | Airbus SAS                                       | Airbus SAS                                       | Airbus SAS                                       | Airbus SAS                                       | Airbus SAS                   | Airbus SAS                   |                              | Airbus SE                    |      |
| Airbus Industrie GIE | Airbus Industrie GIE | Airbus Industrie GIE                             | Airbus Industrie GIE                             |                                                  |                                                  | Airbus Military SAS                              | Airbus Military SAS                              | Airbus Defence and Space SAS | Airbus Defence and Space SAS | Airbus Defence and Space SAS | Airbus Defence and Space SAS |      |
|                      |                      | EADS Defence and Security                        | EADS Defence and Security                        | EADS Defence and Security                        | EADS Defence and Security                        | EADS Defence and Security                        | Cassidian SAS                                    | Airbus Defence and Space SAS | Airbus Defence and Space SAS | Airbus Defence and Space SAS | Airbus Defence and Space SAS |      |
|                      |                      | Astrium SAS                                      | Astrium SAS                                      | Astrium SAS                                      | EADS Astrium SAS                                 | EADS Astrium SAS                                 | EADS Astrium SAS                                 | Airbus Defence and Space SAS | Airbus Defence and Space SAS | Airbus Defence and Space SAS | Airbus Defence and Space SAS |      |
|                      | Eurocopter SA        | Eurocopter SA                                    | Eurocopter SAS                                   | Eurocopter SAS                                   | Eurocopter SAS                                   | Eurocopter SAS                                   | Eurocopter SAS                                   | Airbus Helicopters SAS       | Airbus Helicopters SAS       | Airbus Helicopters SAS       | Airbus Helicopters SAS       |      |
|                      |                      |                                                  |                                                  |                                                  |                                                  |                                                  |                                                  |                              |                              |                              |                              |      |
|                      |                      |                                                  |                                                  |                                                  |                                                  |                                                  |                                                  |                              |                              |                              |                              |      |

## Виноски
1. 1 2 3 4 5  Річний звіт — 2017.
2. ↑  https://live.euronext.com/en/product/equities/NL0000235190-XPAR
3. ↑  https://www.boerse-frankfurt.de/equity/airbus-se/company-details
4. ↑  https://www.bolsasymercados.es/bme-exchange/en/Prices-and-Markets/Shares/Main-Market/Details/Airbus-Se-NL0000235190
5. ↑  https://www.airbus.com/en/who-we-are/our-governance/board-and-board-committees
6. ↑  https://www.airbus.com/en/who-we-are/our-governance/guillaume-faury
7. 1 2 3  https://www.airbus.com/sites/g/files/jlcbta136/files/2024-02/Airbus%20FY%202023%20Long%20Notes.pdf — 2024.
8. 1 2 3 4  https://www.boerse-frankfurt.de/equity/airbus-se/key-data
9. 1 2  Річний звіт
10. ↑  https://www.zonebourse.com/cours/action/AIRBUS-SE-4637/societe-actionnaires/
11. ↑  https://www.zonebourse.com/cours/action/AIRBUS-SE-4637/societe-actionnaires/ — 2024.
12. ↑  https://www.zonebourse.com/cours/action/AIRBUS-SE-4637/societe-actionnaires/ — 2018.
13. ↑  BAE Systems says completed sale of Airbus stake to EADS. Forbes. 13 жовтня 2006. Архів оригіналу за 19 березня 2007. Процитовано 13 жовтня 2006.
14. ↑  "EADS changes name to Airbus"  (необхідна підписка). Financial Times, 2014.
15. ↑  Airbus Group Shareholders Approve All Resolutions At 2015 AGM (Пресреліз). Airbus Group. 27 травня 2015. Процитовано 25 серпня 2016.
16. ↑  Frankfurt Stock Exchange. Архів оригіналу за 8 лютого 2019. [Архівовано 2019-03-30 у Wayback Machine.]
17. ↑  Airbus shareholders approve all resolutions at 2017 AGM (Пресреліз). Airbus. 12 квітня 2017. Процитовано 12 квітня 2017.
18. 1 2 3 4  Orders and Deliveries search page [Архівовано 23 серпня 2014 у Wayback Machine.] Boeing
19. 1 2 3 4  Airbus — Orders and Deliveries. Airbus S.A.S. 31 травня 2008. Архів оригіналу за 7 вересня 2009. Процитовано 29 червня 2009.